# Shahrbanoo Sadat
Shahrbanoo Sadat (persa: شهربانو سادات)  (Teheran, 1990) és una guionista, productora i directora de cinema afganesa.

## Biografia
Originària de Teheran, Shahrbanoo Sadat va passar la major part de la seva infància a la capital iraniana. D'adolescent es va instal·lar a la ciutat natal dels seus pares, refugiats afganesos. Després de quatre anys al cor d'aquesta comunitat de pastors al camp afganès, decideix tornar a l'escola per intentar escapar del seu matrimoni concertat. La jove aconsegueix convèncer el seu pare i el departament d'educació de la província de Bamiyan per poder matricular-se a l'escola només per a nois.
Als 18 anys, va aprofitar una visita a una de les seves germanes instal·lades a Kabul per deixar definitivament el seu poble. Shahrbanoo Sadat volia estudiar física, però un error en registrar-se la portat a la secció de cinema de la Universitat de Kabul. Menys d'un any després de l'inici del seu programa, va deixar la universitat i va treballar com a productora per al canal de televisió privada afganesa Tolo TV.
El 2009 es va inscriure a l'Atelier Varan de Kabul, una organització francesa que forma cineastes documentals en totes les formes de cinema directe. El mateix any, va dirigir el seu primer curtmetratge documental anomenat A Smile for Life (Un somriure per a la vida).

## Trajectòria professional
Shahrbanoo Sadat dirigeix Vice Versa One (Yeke Varune), un primer curtmetratge de ficció seleccionat a la Quinzena de Realitzadors del Festival de Cannes el 2011.
El 2013 va fundar la seva pròpia companyia de producció a Kabul anomenada Wolf Pictures i després va codirigir amb la productora alemanya-danesa Katja Adomeit el curtmetratge híbrid Not At Home. Seleccionat al Festival Internacional de Cinema de Rotterdam (IFFR) el 2014, el projecte combina la reconstrucció d'un autèntic camp de refugiats alemany, la participació de refugiats actuant com a extres, la història de ficció d'una família a Kabul, i una entrevista amb un refugiat afganès.
La primera dona directora de l'Afganistan, Shahrbanoo Sadat, és també la directora més jove seleccionada per a la residència Cinéfondation a Canes, on va començar a escriure el seu primer llargmetratge Wolf and Sheep amb només 20 anys. Estrenada el 2016, la pel·lícula s'inspira en la seva adolescència en un poble rural de la minoria ètnica i religiosa hazares, al centre de l'Afganistan. La directora descriu el desig d'emancipació entre l'autoritat parental i les tradicions rurals. En competició durant la Quinzena de Realitzadors de 2016, Wolf and Sheep va guanyar el Premi Art Cinema.
Al setembre de 2021 i després de la tornada al poder dels talibans va fugir de Kabul amb part de la seva família rescatats per l'exèrcit francès.

## Filmografia

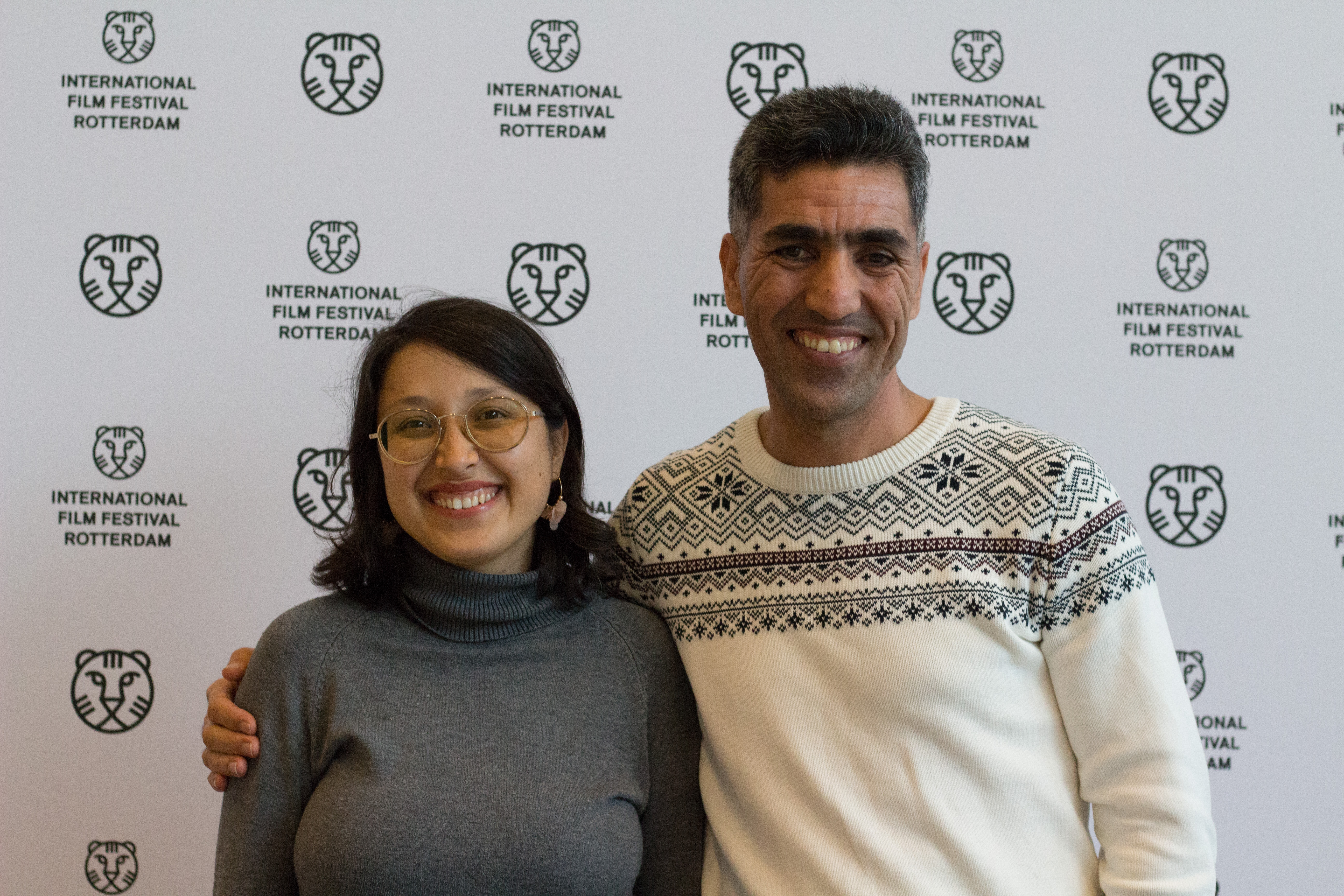
Shahrbanoo Sadat i Anwar Hashimi a l'IFFR 2020 promovent la pel·lícula The Orphanage

- 2011: Vice Versa One.[15]
- 2013: Not at Home.[16]
- 2016: Wolf and Sheep.[17]
- 2019: The Orphanage.[18]

## Premis
- 2016: Premi Art Cinema, Wolf and Sheep, Quinzena de Realitzadors del Festival de Cannes, França.[19]
- 2020: El premi a Millor Pel·lícula de la III edició del Festival de Cinema per Dones per The Orphanage.[20]